# Isaac Makwala
Isaac Makwala, född 29 september 1986 i Tutume, är en botswansk friidrottare som tävlar i kortdistanslöpning. Makwala blev den förste att vid samma tävling springa 200 meter på under 20 sekunder och 400 meter på under 44 sekunder när han vid en IAAF-tävling i Madrid den 14 juli 2017 vann båda loppen på 19,77 respektive 43,92 sekunder.

## Karriär
Vid olympiska sommarspelen 2020 i Tokyo slutade Makwala på 7:e plats på 400 meter efter ett lopp på 44,94 sekunder. Han var även en del av Botswanas stafettlag som tog brons på 4×400 meter efter ett lopp på 2.57,27, vilket blev ett nytt afrikanskt rekord.